# پهپاد ارتفاع متوسط مدت بالا

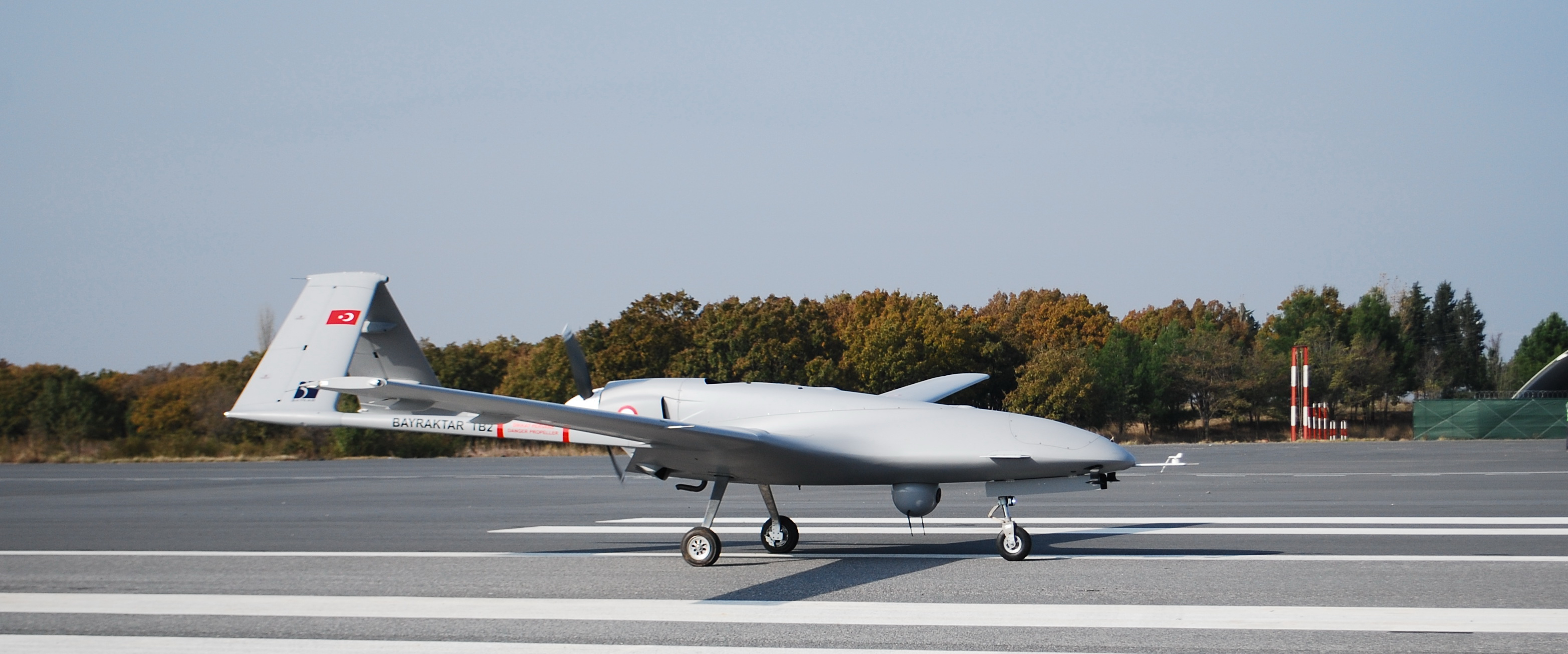
پهپاد ترکیه‌ای بیرقدار تی‌بی۲

پهپاد ارتفاع متوسط مدت بالا (MALE UAV) یک هواگرد بدون سرنشین است که می‌تواند در بازهٔ ارتفاع ۱۰۰۰۰ تا ۳۰۰۰۰ پا (۳۰۰۰ تا ۹۰۰۰ متر) برای مدت زمان طولانی معمولاً ۲۴ تا ۴۸ ساعت پرواز کند.

## فهرست
این فهرست شامل پهپادهای رزمی و شناسایی است.
| پهپاد                           | کشور سازنده         |
| ------------------------------- | ------------------- |
| دامیناتر                        | اسرائیل             |
| Atobá Tactical UAS              | برزیل               |
| بیرقدار تی‌بی۲                   | ترکیه               |
| وینگ لونگ                       | چین                 |
| Delaer RX-3 (HCUAV)             | یونان               |
| Denel Dynamics Bateleur         | آفریقای جنوبی       |
| تاپاس بی‌اچ ۲۰۱ (رستم۲)          | هند                 |
| EADS Harfang تحت لیسانس هارون ۱ | اروپا/اسرائیل       |
| ئی‌ای‌دی‌اس تالاریون               | اروپا/ترکیه         |
| هرمس ۹۰۰                        | اسرائیل             |
| European MALE RPAS              | اروپا               |
| فالکو اکسپلورر                  | ایتالیا             |
| جنرال اتمیکس ام‌کیو-۱ پرداتور    | ایالات متحدهٔ آمریکا |
| HAI Pegasus II                  | یونان               |
| Halo PRISM FV-1                 | اروپا               |
| هایبرید ایر                     | انگلستان            |
| یبهون یونایتد ۴۰                | امارات متحدهٔ عربی   |
| النگ هیتم                       | اندونزی             |
| هارون ۱                         | اسرائیل             |
| فطرس                            | ایران               |
| INTA Milano                     | اسپانیا             |
| KAI KUS-FS                      | کرهٔ جنوبی           |
| نورثروپ گرومن فایربرد           | ایالات متحدهٔ آمریکا |
| اُریون                           | روسیه               |
| اسکیلد کامپوزیتس پروتوس         | ایالات متحدهٔ آمریکا |
| شاهد ۱۲۹                        | ایران               |
| تای آنکا                        | ترکیه               |
| Vestel Karayel                  | ترکیه               |
| میلکور ۳۸۰                      | آفریقای جنوبی       |